# Mats Sundin
Mats Sundin (* 13. února 1971) je bývalý švédský profesionální hokejista hrávající severoamerickou NHL na pozici středního útočníka. Kariéru ukončil 30. září 2009. U příležitosti 100. výročí NHL byl v lednu 2017 vybrán jako jeden ze sta nejlepších hráčů historie ligy. Je pátým nejproduktivnějším Evropanem v dějinách NHL.

## Hráčská kariéra
Draftován byl týmem Quebec Nordiques odkud byl během 2 let vyměněn do týmu Toronta Maple Leafs. Tady strávil 13 let a vždy patřil k lídrům týmu. Stal se zde kapitánem a je to až dosud nejdéle sloužící kapitán týmu NHL pocházející z Evropy. Drží rekordy pro nejvíce gólů a bodů švédského hráče v NHL. Poslední ročník odehrál v dresu Vancouver Canucks.
Mats Sundin zahájil svou profesionální kariéru v roce 1989 v týmu švédské ligy Djurgardens IF. Ve stejném roce byl draftován jako první Evropan v historii NHL z prvního místa týmem Quebec Nordiques, kam přestoupil v roce 1990. V NHL zatím hraje šestnáctou sezónu, do svého současného působiště v Torontu přestoupil z Quebecu v roce 1994. Celkem odehrál v sezónách NHL celkem 1346 utkání, nastřílel 564 gólů a na dalších 785 přihrál, což ho řadí mezi nejúspěšnější Evropany celé historie této soutěže. V Play-off odehrál 91 zápasů v nichž vsítil 38 gólů a nahrál na 44. Osud mu však nikdy nedopřál získat Stanleyův Pohár.
Se švédskou reprezentací získal Mats Sundin zlatou olympijskou medaili v roce 2006 v Turíně, kromě toho je také držitelem sedmi medailí z mistrovství světa (tři zlaté, dvě stříbrné, dvě bronzové).

## Ocenění a úspěchy
- 1986/1987 – Titul v TV-pucken s týmem AIK Ishockey
- 1989 – První Evropan který byl draftován z 1. místa
- 1991, 1992, 1994 a 1998 – jmenován do All-Star Týmů v lize Elitserien
- 1993, 1994, 1997 a 2002 – Viking Award
- MS 1992, 1998 a 2003 – jmenován do All-Star Týmů
- MS 1992 a 2003 – nejlepší hráč v MS
- 1991 – jmenován do All-Star Týmů v Kanadském poháru
- 1996, 1997, 1998, 1999, 2000, 2001, 2002, 2003 (nenastoupil z důvodů zranění) – NHL All-Star Game
- 2002 a 2004 – NHL 2. All-Star Tým
- 2002 – All-Star Tým v ZOH
- 2008 – Mark Messier Leadership Award
- 2012 – Hokejová síň slávy

## Prvenství
- Debut v NHL – 4. října 1990 (Hartford Whalers proti Quebec Nordiques)
- První gól v NHL – 4. října 1990 (Hartford Whalers proti Quebec Nordiques, kanadskému brankáři Peter Sidorkiewicz)
- První asistence v NHL – 10. října 1990 (Toronto Maple Leafs proti Quebec Nordiques)
- První hattrick v NHL - 24. listopadu 1990 (Quebec Nordiques proti Winnipeg Jets)

## Klubové statistiky
| Sezóna       | Klub                | Soutěž       |      | Základní část | Základní část | Základní část | Základní část | Základní část |    | Play off | Play off | Play off | Play off | Play off |
| Sezóna       | Klub                | Soutěž       | Z    | G             | A             | B             | TM            | Z             | G  | A        | B        | TM       |          |          |
| 1988/1989    | Nacka HK            | Swe-2        | 25   | 10            | 8             | 18            | 18            | —             | —  | —        | —        | —        |          |          |
| 1989/1990    | Djurgårdens IF      | SEL          | 34   | 10            | 8             | 18            | 16            | 8             | 7  | 0        | 7        | 4        |          |          |
| 1990/1991    | Quebec Nordiques    | NHL          | 80   | 23            | 36            | 59            | 58            | —             | —  | —        | —        | —        |          |          |
| 1991/1992    | Quebec Nordiques    | NHL          | 80   | 33            | 43            | 76            | 103           | —             | —  | —        | —        | —        |          |          |
| 1992/1993    | Quebec Nordiques    | NHL          | 80   | 47            | 67            | 114           | 96            | 6             | 3  | 1        | 4        | 6        |          |          |
| 1993/1994    | Quebec Nordiques    | NHL          | 84   | 32            | 53            | 85            | 60            | —             | —  | —        | —        | —        |          |          |
| 1994/1995    | Djurgårdens IF      | SEL          | 12   | 7             | 2             | 9             | 14            | —             | —  | —        | —        | —        |          |          |
| 1994/1995    | Toronto Maple Leafs | NHL          | 47   | 23            | 24            | 47            | 14            | 7             | 5  | 4        | 9        | 4        |          |          |
| 1995/1996    | Toronto Maple Leafs | NHL          | 76   | 33            | 50            | 83            | 46            | 6             | 3  | 1        | 4        | 4        |          |          |
| 1996/1997    | Toronto Maple Leafs | NHL          | 82   | 41            | 53            | 94            | 59            | —             | —  | —        | —        | —        |          |          |
| 1997/1998    | Toronto Maple Leafs | NHL          | 82   | 33            | 41            | 74            | 49            | —             | —  | —        | —        | —        |          |          |
| 1998/1999    | Toronto Maple Leafs | NHL          | 82   | 31            | 52            | 83            | 58            | 17            | 8  | 8        | 16       | 16       |          |          |
| 1999/2000    | Toronto Maple Leafs | NHL          | 73   | 32            | 41            | 73            | 46            | 12            | 3  | 5        | 8        | 10       |          |          |
| 2000/2001    | Toronto Maple Leafs | NHL          | 82   | 28            | 46            | 74            | 76            | 11            | 6  | 7        | 13       | 14       |          |          |
| 2001/2002    | Toronto Maple Leafs | NHL          | 82   | 41            | 39            | 80            | 94            | 8             | 2  | 5        | 7        | 4        |          |          |
| 2002/2003    | Toronto Maple Leafs | NHL          | 75   | 37            | 35            | 72            | 58            | 7             | 1  | 3        | 4        | 6        |          |          |
| 2003/2004    | Toronto Maple Leafs | NHL          | 81   | 31            | 44            | 75            | 52            | 9             | 4  | 5        | 9        | 8        |          |          |
| 2005/2006    | Toronto Maple Leafs | NHL          | 70   | 31            | 47            | 78            | 58            | —             | —  | —        | —        | —        |          |          |
| 2006/2007    | Toronto Maple Leafs | NHL          | 75   | 27            | 49            | 76            | 62            | —             | —  | —        | —        | —        |          |          |
| 2007/2008    | Toronto Maple Leafs | NHL          | 74   | 32            | 46            | 78            | 76            | —             | —  | —        | —        | —        |          |          |
| 2008/2009    | Vancouver Canucks   | NHL          | 41   | 9             | 19            | 28            | 28            | 8             | 3  | 5        | 8        | 2        |          |          |
| celkem v NHL | celkem v NHL        | celkem v NHL | 1346 | 564           | 785           | 1349          | 1093          | 91            | 38 | 44       | 82       | 74       |          |          |

## Reprezentace
| Rok                       | Tým                       | Soutěž                    | Z  | G  | A  | B  | TM |
| ------------------------- | ------------------------- | ------------------------- | -- | -- | -- | -- | -- |
| 1989                      | Švédsko 18                | MEJ                       | 6  | 5  | 4  | 9  | 8  |
| 1990                      | Švédsko 18                | MEJ                       | 6  | 6  | 2  | 8  | 14 |
| 1990                      | Švédsko 20                | MSJ                       | 7  | 5  | 2  | 7  | 6  |
| 1990                      | Švédsko                   | MS                        | 4  | 0  | 0  | 0  | 0  |
| 1991                      | Švédsko                   | MS                        | 10 | 7  | 5  | 12 | 12 |
| 1991                      | Švédsko                   | KP                        | 6  | 2  | 4  | 6  | 16 |
| 1992                      | Švédsko                   | MS                        | 8  | 2  | 6  | 8  | 8  |
| 1994                      | Švédsko                   | MS                        | 8  | 5  | 9  | 14 | 4  |
| 1996                      | Švédsko                   | SP                        | 4  | 4  | 3  | 7  | 4  |
| 1998                      | Švédsko                   | OH                        | 4  | 3  | 0  | 3  | 4  |
| 1998                      | Švédsko                   | MS                        | 10 | 5  | 6  | 11 | 6  |
| 2001                      | Švédsko                   | MS                        | 2  | 0  | 1  | 1  | 2  |
| 2002                      | Švédsko                   | OH                        | 4  | 5  | 4  | 9  | 10 |
| 2003                      | Švédsko                   | MS                        | 7  | 6  | 4  | 10 | 10 |
| 2004                      | Švédsko                   | SP                        | 4  | 1  | 4  | 5  | 0  |
| 2006                      | Švédsko                   | OH                        | 8  | 3  | 5  | 8  | 4  |
| Juniorská kariéra celkově | Juniorská kariéra celkově | Juniorská kariéra celkově | 19 | 16 | 8  | 24 | 26 |
| Seniorská kariéra celkově | Seniorská kariéra celkově | Seniorská kariéra celkově | 79 | 43 | 51 | 94 | 80 |